# Operatie Barbarossa

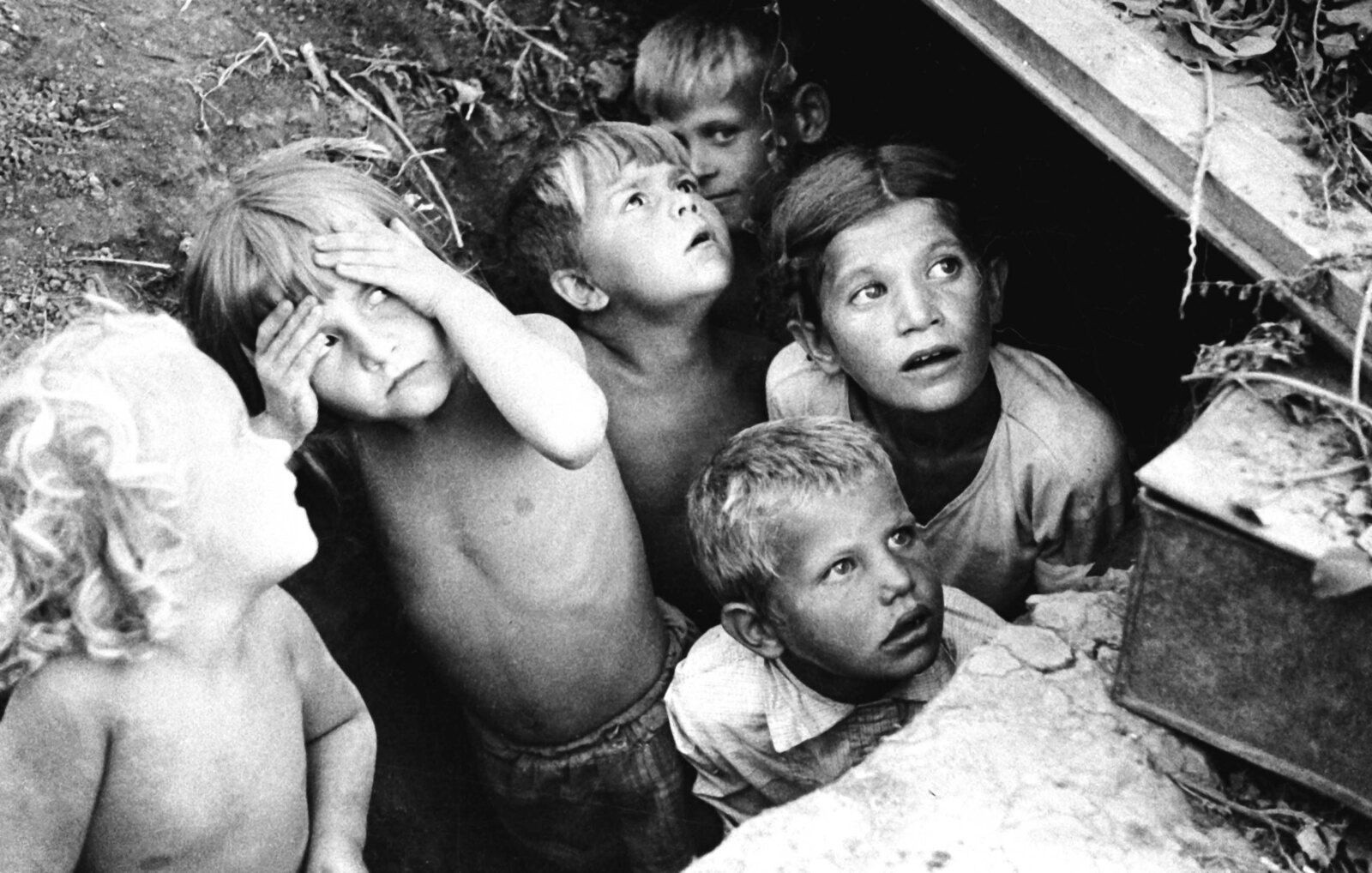
Sovjet-kinderen tijdens een luchtaanval in de eerste oorlogsdagen (24 juni 1941) nabij Minsk

Operatie Barbarossa (Duits: Unternehmen Barbarossa) was de codenaam voor de aanval van het Duitse Rijk op de Sovjet-Unie op 22 juni 1941 gedurende de Tweede Wereldoorlog. De militaire operatie was vernoemd naar keizer Frederik I Barbarossa van het Heilige Roomse Rijk, een van de leiders van de Derde Kruistocht. De operatie zelf duurde tot december 1941, maar de oorlog aan het (vanuit het Duitse perspectief) oostfront die ermee was ingeluid, eindigde pas in mei 1945 en wel met de Duitse onvoorwaardelijke overgave aan de Sovjet-Unie en de andere geallieerden.
De Duitse Führer, Adolf Hitler, had al in 1940 besloten de Sovjet-Unie aan te vallen. Verovering van Lebensraum, het uitschakelen van het communisme, onderwerping van de Slavische volkeren en het uitroeien van de joden lagen in lijn met de nazi-ideologie. Een succesvolle uitvoering van Barbarossa zou voor de verdere duur van de oorlog een voldoende aanvoer van graan, olie en grondstoffen veiligstellen. De Sovjet-Unie had weliswaar een groot getalsmatig overwicht in manschappen, tanks en vliegtuigen maar de tactiek van de Blitzkrieg, het snel over grote diepte oprukken met tanklegers, leek een Duitse overwinning te garanderen. Het doel van de operatie was een snelle inname, binnen vier maanden, van een groot deel van het Europese deel van de Sovjet-Unie, het gebied ten westen van de AA-lijn. Dat optimistische doel kon alleen gehaald worden als de Sovjetverdediging steeds verder in elkaar zou storten.
In de eerste weken van de operatie boekten de Duitsers enorme terreinwinst en brachten grote verliezen toe aan het Rode Leger. Het Rode Leger probeerde zelf ook met grote tankeenheden manoeuvrerend een mobiele verdediging te voeren maar bleek daar de bekwaamheid niet voor te bezitten. Grote Sovjetlegers werden omsingeld en vernietigd. Eind juli 1941 hadden de Duitsers de Baltische staten, Wit-Rusland en West-Oekraïne bezet. Toen kwam uit dat de Duitsers het vermogen van de Sovjets om nieuwe troepen op te roepen zeer ernstig hadden onderschat. Het Rode Leger bracht talrijke verse reserves in het veld. De Duitsers waren daarentegen grotendeels door hun munitie en brandstof heen. In augustus bevoorraadden ze zich opnieuw. Het Duitse opperbevel maakte onderling ruzie hoe deze onverwachte situatie moest worden aangepakt. Veel generaals wilden direct oprukken naar het spoorwegknooppunt Moskou maar Hitler beval eerst de grote frontboog die zich bij Kiev had gevormd af te snijden. In september werden daar een half miljoen Sovjetsoldaten omsingeld en verslagen. Begin oktober kon eindelijk de aanval op Moskou van start gaan. Opnieuw omsingelden de Duitsers grote legers maar daarna daalden de temperaturen en liep hun offensief door het onverharde wegennet vast in de modder. Toen het in november licht begon te vriezen en de bevoorrading weer op gang kwam, deden de Duitsers een uiterste poging Moskou nog te bereiken maar hun uitgeputte troepen hadden daar de kracht niet meer voor. Begin december werden ze overvallen door felle koude en moesten onder zware verliezen terugtrekken voor tegenaanvallen door verse Sovjettroepen.
Het Duitse leger nam uiteindelijk zo'n vijf miljoen Sovjet soldaten gevangen. Zo'n 3,3 miljoen Sovjet krijgsgevangenen en miljoenen burgers werden opzettelijk uitgehongerd of anderszins vermoord tijdens de uitvoering van het Hungerplan om de Duitse voedseltekorten op te lossen en Generalplan Ost om de Slavische bevolking uit te roeien door middel van verhongering, massa-executies en vergassingsoperaties, uitgevoerd door de nazi's of bereidwillige vrijwilligers.
Operatie Barbarossa is de grootste militaire operatie uit de geschiedenis gemeten naar het aantal ingezette troepen en slachtoffers. Begin december 1941 verklaarde Hitler ook de oorlog aan de Verenigde Staten van Amerika. Duitsland moest het nu tegen twee supermachten opnemen, onder welke inspanning het uiteindelijk bezweek. De mislukking van Operatie Barbarossa was zo een keerpunt in de oorlog en luidde de ondergang van nazi-Duitsland in, waarvan het oorlogspotentieel op het grootste en bloedigste strijdtoneel van de Tweede Wereldoorlog binnen vier jaar geheel uitgeput zou raken.

## Achtergronden

### Nazi-sovjet-samenwerking
De slechte relaties tussen nazi-Duitsland en de Sovjet-Unie waren in 1939 omgeslagen in een onverwachte samenwerking. Op 19 augustus 1939 sloten de twee landen een kredietovereenkomst, waardoor de Sovjet-Unie Duitse machines en vervoermiddelen zou kunnen kopen in ruil voor het leveren van aardolie, graan en andere grondstoffen. Deze economische alliantie tussen beide landen werd vier dagen later gevolgd door het Molotov-Ribbentroppact, waarvan geheime clausules Centraal-Europa opdeelden in "invloedssferen". In overeenstemming daarmee viel Duitsland de volgende maand Polen binnen. De nazi-sovjet-samenwerking, die voor de Duitsers een cruciaal verweermiddel was tegen een Britse zeeblokkade, werd uitgebreid door nieuwe verdragen in februari 1940 en in januari 1941. Nochtans had Hitler geen afstand gedaan van zijn plan Lebensraum te veroveren in het oosten en leefde Duitsland zijn verbintenissen steeds minder na naarmate de aanvalsdatum dichter kwam. De sovjets daarentegen bleven tot de dag voor de invasie stipt hun verplichtingen nakomen om geen voorwendsel te geven tot agressie.

### Aanleiding
Adolf Hitler had verschillende redenen voor de aanval. Op de eerste plaats vermoedde hij dat het Verenigd Koninkrijk (VK) zo hardnekkig standhield, omdat het hoopte op deelneming van de Sovjet-Unie aan de oorlog. Door die deelneming zelf te forceren en meteen de Sovjet-Unie te vernietigen, zou hij het VK allicht tot vrede kunnen bewegen. Een tweede motief was zijn angst voor het snel groeiende militaire potentieel van het Rode Leger. Hitler was en bleef geneigd om de volle waarheid daarover te verdringen, maar hij besefte toch terdege dat het in 1942 voor een aanval te laat zou zijn. De meest fundamentele beweegreden was misschien wel dat Duitsland afgesneden was van olie en vele essentiële grondstoffen. Beter dan afhankelijk te zijn van Stalins aalmoezen (in de vorm van leveranties van graan en aardolie) kon Duitsland zich volgens hem de noodzakelijke Lebensraum door oorlog verschaffen. Dat sloot weer aan bij het volgende motief: oorlog was voor Hitler een doel op zich en uitdrukking van de eeuwige strijd tussen de rassen, waarin de Germaanse Übermensch zich superieur mocht noemen als hij zich eenmaal had losgemaakt van het zieke joods-christelijke ideaal van de naastenliefde. Als goede oefening in de gewenste hardheid werd het officiële oorlogsdoel de totale uitroeiing van het Joodse ras, de communisten en de volledige stedelijke bevolking (dit laatste door uithongering, zie Hungerplan). Zo kon een ideale samenleving worden geschapen waarin een elite van Germaanse kolonisten heerste over een onderlaag van ongeletterde Slavische Untermenschen. Een samenleving die minder verweekt en verburgerlijkt zou zijn - en vooral blijven - dan het Duitse moederland.
Op de dag van de aanval, 22 juni 1941, rechtvaardigde Hitler deze tegenover zijn Italiaanse bondgenoot Mussolini als volgt: “Indien de omstandigheden mij zouden dwingen de Duitse luchtmacht tegen Engeland in te zetten, bestaat het gevaar dat Rusland zijn afpersingsstrategie weer zal toepassen en dat ik zwijgend zou moeten toegeven, eenvoudig, omdat ik me in de lucht niet sterk genoeg voel. [...] Engeland zal dan nog minder bereid zijn om vrede te sluiten, aangezien het dan zijn hoop op de Russische partner kan richten. Sterker nog, deze hoop zal groeien naarmate de paraatheid van de Russische strijdkrachten toeneemt. En daarachter dreigen dan nog de massale wapenleveranties uit Amerika die zij in 1942 hopen te krijgen. [...] Ik ben daarom, na mij lange tijd het hoofd te hebben gebroken, eindelijk tot het besluit gekomen dat ik de strop moet doorsnijden voor die kan worden aangetrokken.”

### De Duitse strategie
De Duitse strategie was de eenvoud zelve. In een toepassing van de in mei 1940 min of meer bij toeval ontdekte tactiek van de Blitzkrieg zouden vier pantserlegers de Sovjettroepen omsingelen. Dit moest ten westen van de rivieren de Dvina en de Dnjepr gebeuren. Na de vernietiging van de ingesloten troepen in de eerste weken, was het verder een kwestie van snel oprukken om het overigens weerloze land te bezetten. Hitler zelf gaf na de uitschakeling van het Rode Leger de prioriteit aan een opmars op de flanken, waar de inneming van de wapenproductiecentra van Leningrad en Charkov het Rode Leger zou beroven van iedere mogelijkheid de oorlog voort te zetten. De generale staf gaf de voorkeur aan Moskou als hoofddoel: door het land zijn zenuwcentrum en centrale spoorwegknooppunt te ontnemen zouden de commandostructuur en bevoorrading worden lamgelegd. Maar men was in ieder geval toch van plan die zomer een lijn te bereiken die zou lopen van Archangelsk via Gorki (dat nu Nizjni Novgorod heet) tot Stalingrad. Voor die opmars had men een kleine vier maanden de tijd, want midden oktober zouden de dalende temperaturen het onverharde wegennet in onbegaanbare modderbanen veranderen; het water van de herfstregens zou niet meer verdampen. (Zie: raspoetitsa.)

### Een hopeloze taak
Het bezetten van zo veel land was bijna onmogelijk, ook als er geen enkele tegenstand zou zijn geweest. In werkelijkheid zouden de Duitsers het grootste en zwaarst bewapende leger ter wereld op hun pad vinden. Van de precieze sterkte en bewapening van dat leger wist Hitler heel weinig, en wat hij wist verkoos hij te negeren. Dat gold overigens voor de meeste Duitse generaals. De Duitse bevelvoering had als zwakte dat ze geen goede spionagedienst bezat en zich dus ook geen volledig beeld kon vormen over vijandelijke troepensterktes. Normaliter had men in die dagen voor een geslaagde aanval een numeriek overwicht over de gehele frontbreedte nodig van minimaal drie op één. Maar in dit geval was het de verdediger die een overwicht bezat: tweemaal zoveel manschappen, zesmaal zoveel tanks en artillerie. Daarbij begunstigde de geografie het defensief enorm: grote rivieren liepen dwars op de opmarsrichting, de wegen doorsneden enorme moerasbossen en waren zo eenvoudig af te grendelen. De sovjets hadden dus een voor de hand liggende strategie tot hun beschikking die een volkomen succes garandeerde: de tactiek toepassen van het vertragend gevecht in de diepte. De Duitsers zouden, na twee maanden een eindeloze reeks grendelstellingen te hebben doorbroken, totaal door hun manschappen en munitie heen zijn. Halverwege Moskou had men ze dan kunnen opvegen.
Toch heerste bij Hitler en de Duitse generaals optimisme. In 1918 had het Duitse leger in Rusland immers ook een kolossale overwinning behaald. Ook had het Rode Leger ondermaats gepresteerd in de Winteroorlog in 1939-1940 tegen Finland. Bovendien geloofden de nazi's dat de Slavische volkeren, waaronder de Russen, inferieur aan de Duitsers waren. Men dacht dat na een snelle overwinning op het Rode Leger de Sovjetmaatschappij zou ineenstorten of in ieder geval niet meer in staat zou zijn tot serieuze tegenstand. Hitler beweerde: “We hoeven slechts de deur in te trappen en het hele verrotte bouwwerk stort in elkaar!”

### Bondgenoten
Een aantal bondgenoten van Duitsland steunde de veldtocht tegen de Sovjet-Unie, en droeg bij met militaire hulp. Deze legers waren echter qua uitrusting inferieur aan de Duitse legers.
- Roemenië was in het oostelijk strijdtoneel Duitslands voornaamste bondgenoot en droeg 22 divisies bij aan de campagne van Legergroep Zuid. Het land was compensatie beloofd voor de gebiedsafstanden aan Hongarije, Bulgarije en de Sovjet-Unie die het in 1940 had moeten accepteren. Zowel het in 1940 door de Sovjet-Unie geannexeerde gebied, als een aangrenzend gebied oostelijk van de Dnjestr[a] zou het land mogen annexeren.
- Finland had een bondgenootschap gesloten met Duitsland uit onvrede over de gebiedsafstand aan de Sovjet-Unie na de Winteroorlog, en viel gelijktijdig met Legergroep Noord de Sovjet-Unie binnen. De Finnen sloten de belegeringsring om Leningrad aan de oostzijde, maar deden niet mee aan aanvallen op de stad zelf. Verder hielden ze een deel van Karelië bezet. Finland droeg veertien divisies bij aan de strijd in het noorden.
- Hongarije had geen specifieke grief tegen de Sovjet-Unie, maar steunde de veldtocht toch met een meer symbolische bijdrage van een enkele divisie. Reden hiervoor was dat Miklós Horthy bang was dat Duitsland de voordelige gebiedstoewijzigingen uit 1939 en 1940 (deels) zou terugdraaien op verzoek van Slowakije en Roemenië. Hoewel Hongaarse soldaten deelnamen aan de campagne van Legergroep Zuid met de Roemenen moesten Hongaarse en Roemeense eenheden uit elkaar worden gehouden wegens de slechte relatie tussen beide landen.
- Slowakije droeg met twee divisies bij aan Operatie Barbarossa in de hoop dat het bij de definitieve vredesregeling wellicht een deel van het aan Hongarije afgestane gebied zou terugkrijgen. De divisies hielden zich vooral bezig met ordehandhaving achter de frontlijnen.
- Italië stuurde aanvankelijk drie divisies (60.000 manschappen) naar het oostfront in de hoop dat Duitsland de Italiaanse aanspraken gunstig zou beoordelen.
- Spanje stuurde de Blauwe Divisie naar het oostfront. Dit waren Spaanse nationalistische vrijwilligers die vochten onder Duits commando. Deze bijdrage was grotendeels bedoeld als dank voor de Duitse hulp aan de nationalisten in de Spaanse Burgeroorlog, en als 'goedmakertje' na de Spaanse weigering formeel tot de Asmogendheden toe te treden. De Blauwe Divisie bereikte tijdens Operatie Barbarossa een maximale sterkte van 18.104 manschappen.

Tegenover deze bijdrage van de bondgenoten stond dat een groot deel van het Duitse leger gebonden was in de bezette gebieden. In totaal bleven aanvankelijk 31 divisies achter in België en Frankrijk, één divisie in Nederland, één divisie in Denemarken, twee divisies in Noorwegen en (aanvankelijk) vier op de Balkan. Bovendien was de luchtlandingsdivisie nog zo toegetakeld door de Slag om Kreta, dat deze voorlopig niet inzetbaar was.

## Oorzaken van het aanvankelijke Duitse succes

### De Sovjet-Unie lijkt de dans te ontspringen
Het grote wonder van 1941 is niet dat de Sovjet-Unie standhield, maar dat de Duitsers nog zo ver kwamen. Al tijdens de oorlog kwam de Sovjetpropaganda met een verklaring hiervoor. Omdat het land zo bijzonder vredelievend was, had men de bewapening zeer laten verouderen en was men ook helemaal niet bedacht geweest op een oorlog. Hoewel deze voorstelling van zaken met alle bekende feiten in strijd is, kan men haar in veel huidige populaire verslagen van de oorlog nog regelmatig terugvinden (hoewel soms het woord "vredelievend" door "dwaas" wordt vervangen). De werkelijke verklaring is precies omgekeerd. Tot 1938 was het Rode Leger volledig gericht geweest op het voeren van een aanvalsoorlog door gemechaniseerde troepen. Toen kwam een van 's lands beste tactici, generaal Pavlov, terug uit de Spaanse Burgeroorlog met een verontrustende analyse. Tanks waren heel kwetsbaar gebleken voor antitankwapens. Ze moesten nauwer samenwerken met de infanterie. Tankeenheden moesten veel kleiner worden om ze hanteerbaar te houden. Er moest een nieuwe generatie van veel beter gepantserde tanks ontwikkeld worden. En zo geschiedde.

### De omslag in de Sovjettactiek
Toen kwam mei 1940, wat alles op z'n kop zette. Eensklaps werd duidelijk dat de oude lijn de juiste was geweest en Pavlov een reactionair. De Duitsers bewezen dat de Blitzkriegtactiek superieur was. De Fransen hadden verloren door te vertrouwen op een lineaire verdediging in zwaar versterkte opstellingen. Ze hadden hun pantserreserves veel te snel ingezet. De Stavka (de Russische generale staf) zou er voor waken die fouten te herhalen. De Sovjettroepen werden opgesteld in mobiele onversterkte concentraties. Die hadden echter niet als opdracht de Duitse pantsereenheden tegen te houden. Integendeel, die zou men zo ver mogelijk laten oprukken, zodat ze zo kwetsbaar mogelijk zouden raken. De taak om ze dan door massale omsingelingsaanvallen te vernietigen, was toebedacht aan maar liefst 31 nieuw op te richten gemechaniseerde korpsen, ieder korps nog groter dan een heel Duits pantserleger. Omdat er nog lang niet genoeg nieuwe tanks waren geproduceerd, werden alle tanks weer bij de infanteriedivisies weggehaald. Deze pantserreserves werden diep in het territoir achter de hand gehouden, om pas te worden ingezet als de Duitse aanvalsdoelen duidelijk werden.

### De Sovjetstrategie
Na de vernietiging van de Duitse pantserlegers zouden de mobiele Sovjetinfanterielegers met ondersteuning van de gemechaniseerde korpsen de Duitse infanterielegers, kwetsbaar in hun opmars, terugwerpen. De linkerflank van het Rode Leger werd enorm versterkt om het zwaartepunt in de aanval te kunnen vormen. Na de vernietiging van de Duitse Legergroep Zuid, moest die linkerflank vanuit de Oekraïense sovjetrepubliek een enorme omtrekkende beweging maken door Polen naar de Oostzee. Dit zou de opmaat zijn voor de vernietiging van de dan omsingelde Legergroepen Midden en Noord. Was zo de gehele Wehrmacht eenmaal verpletterd, dan kon de triomfantelijke bevrijding van de rest van Europa niet uitblijven.

### Een preventieve aanval?
Sinds het eind van de twintigste eeuw is het een twistpunt of Stalin nu wel of niet een preventieve aanval had gepland - waarbij de Duitsers dan toevallig eerder toesloegen. Voor het bestaan van een concreet plan om de eerste klap uit te delen, zijn geen duidelijke bewijzen gevonden. Het lijkt erop dat de historici zich hebben laten misleiden door de keuze voor een actieve verdediging. Wel zeker is dat Stalin hoopte dat de oorlog zou uitblijven - in ieder geval tot 1942 - en dat hij er alles aan gedaan had om een escalatie van een toevallig treffen te voorkomen: het was de grenstroepen van de NKVD achter de demarcatielijn uit 1939 zelfs verboden Duits vuur te beantwoorden zonder uitdrukkelijk bevel.
Het debat begon in de jaren tachtig door het boek Icebreaker van Viktor Suvorov. De hypothese van een preventieve aanval werd ondersteund door historici als Valeri Danilov, Joachim Hoffmann, Mikhail Meltyukhov en Vladimir Nevezhin. In het Westen werd zij algemeen verworpen en gezien als een poging tot antisovjetpropaganda.  David Glantz en Gabriel Gorodetsky schreven speciale boeken om Suvorovs argumenten te weerleggen.

## De catastrofe
Al op 22 juni werd het duidelijk dat er voor het Rode Leger iets helemaal mis aan het gaan was. Inderdaad, de Duitse pantserdivisies rukten met verbluffende snelheid op. Zo snel zelfs dat de gemechaniseerde korpsen meestal achter de feiten, en de Duitse tanks, aanholden. In hun geforceerde opmars vielen de meeste eigen tanks óf door pech uit óf liepen zelf in een Duitse hinderlaag, in plaats van omgekeerd. Het voeren van een bewegingsoorlog tegen het best georganiseerde leger van de wereld bleek veel te hoog gegrepen. Het Sovjetofficierenkorps, vier jaar eerder al voor een groot deel uitgemoord tijdens de Zuiveringen, was het ontwend om zelf het initiatief te nemen. Kleine afwijkingen van standaardsituaties leidden tot een enorme verwarring en een snelle ineenstorting van de verdediging. Daarbij kwam nog dat de bevelstructuur zeer bureaucratisch was en initiatieven door bevelhebbers in het veld altijd moesten worden overlegd over veel bevellagen naar de Stavka.
De door de Duitse pantserspitsen afgesneden infanterielegers konden zonder tanks niet effectief aanvallen en zich zonder veldversterkingen niet verdedigen. Ze bleven passief op de Duitse initiatieven reageren totdat ze op den duur veranderd waren in een angstige horde vluchtelingen, waarvan sommigen zich snel overgaven, anderen in de oerbossen verdwenen, en velen dwars door de kleinere Duitse eenheden heen naar het oosten ontsnapten.
Alleen Legergroep Zuid had moeite de weerstand van de enorme numerieke overmacht aan Sovjettroepen en hun nieuwste tanks te overwinnen; Legergroep Noord stond na één maand 100 kilometer voor Leningrad; Legergroep Midden had toen Smolensk bereikt, en daarmee twee derde van de afstand naar Moskou al afgelegd.

### Beperkte deelname van Finland
Finland zag zijn invasie van Karelië en Vyborg in het bijzonder en de Sovjet-Unie in het algemeen als de voortzetting van de winteroorlog waarbij de Sovjet-Unie eerder Finland was binnengevallen. Finland viel Leningrad niet binnen en was ook geen formeel lid van de asmogendheden. De weigering van de Finnen om Leningrad en elders in de Sovjet-Unie op te trekken kan hebben bijgedragen aan het uiteindelijke mislukken van Barbarossa.

## Duitsland heeft de oorlog verloren

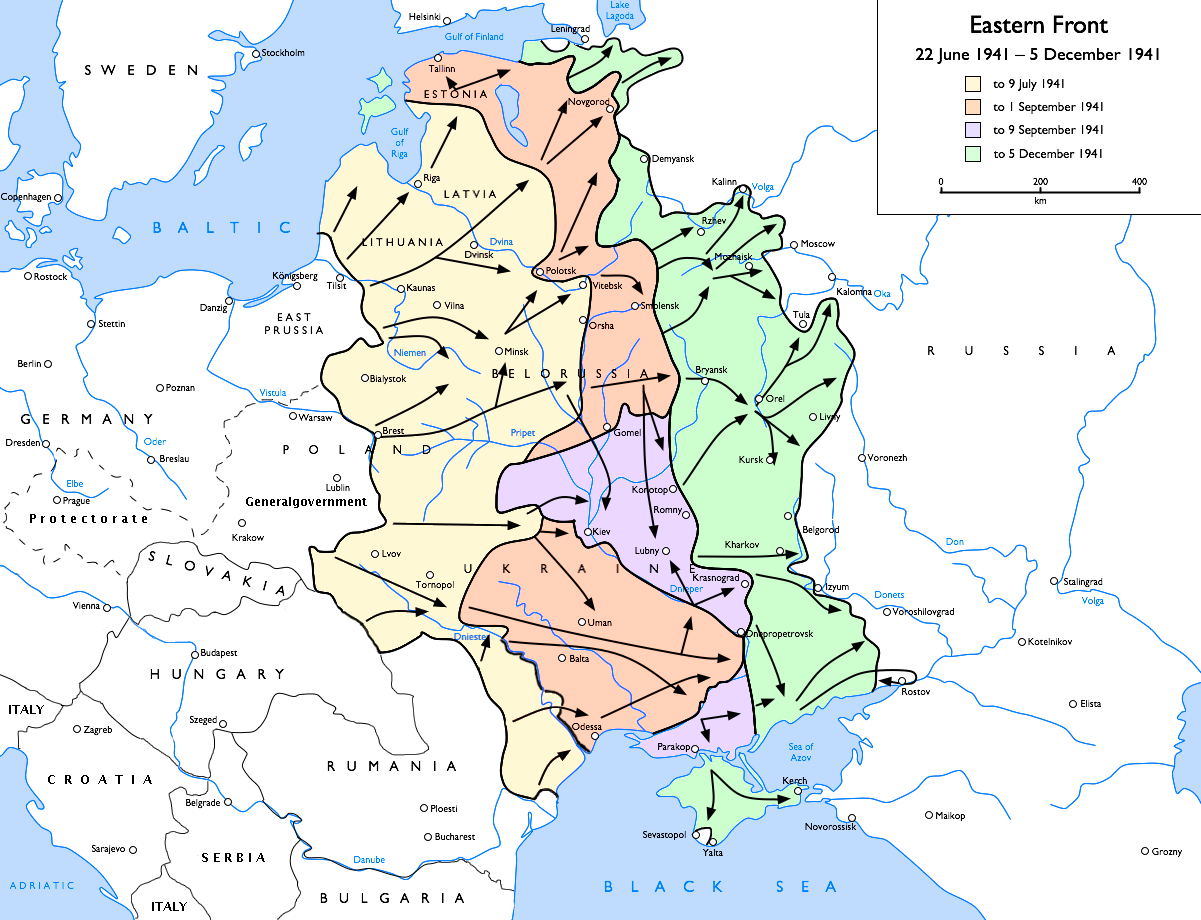
De opmarsfases van het Duitse leger: duidelijk is te zien hoe de opmars vertraagt: het gele gedeelte werd veroverd in de eerste twee weken; het groene in de laatste drie maanden

### De achilleshiel: de Duitse bevoorrading
De Duitse chef generale staf, generaal Franz Halder, schreef in zijn oorlogsdagboek: “Na twee weken al is de oorlog gewonnen”. Twee weken later voegde hij er wrang aan toe: “Maar de vijand schijnt niet te weten dat hij verloren heeft...”. Voor het slagen van de Duitse strategie was het essentieel dat na vijf weken iedere weerstand van betekenis was verdwenen. Na die tijd waren de troepen simpelweg door hun munitie en brandstof heen. Door een afwijkende spoorwijdte was het spoorwegnet van de Sovjet-Unie maar beperkt inzetbaar. Het zou vele maanden duren voordat de spoorwijdte aangepast was. Het Duitse vrachtwagenpark was ontoereikend en door het zware gebruik sleten de vrachtwagens even snel weg als ze geproduceerd konden worden. Men wist dit terdege, maar had welbewust het risico van een logistiek falen op de koop toe genomen. Men had zijn ogen helemaal gesloten voor het simpele feit dat men zonder brandstof hoe dan ook nooit de Wolga had kunnen bereiken, zelfs als er geen enkele Sovjetsoldaat meer was komen opdagen.

### De feniks: het Rode Leger herrijst weer
Stalin leek inderdaad maar niet te begrijpen dat hij al verslagen was. Nu wreekte zich de gebrekkige informatie die de Duitse inlichtingendiensten hadden verschaft. Wat men nu gedood of gevangen had, vormde maar een vijfde van de primaire mobilisatie van het Rode Leger: zes miljoen man. Daarnaast had men een getrainde reserve van 14 miljoen. Tussen 22 juni en 1 september werden daaruit 2,5 miljoen man opgeroepen. Voor de 44 maanden die de oorlog daarna nog zou duren, werd daar iedere maand gemiddeld bijna een half miljoen man aan toegevoegd. Voor hun verbaasde ogen zagen de Duitse generaals hun stafkaarten rood opbloeien. Het Russische spoorwegnet voerde in een razend tempo complete legers aan. Eind juli lag bij Smolensk en Kyiv het hele front weer vol met verse divisies. Heeresgruppe Süd meldde niet meer op eigen kracht te kunnen oprukken. Heeresgruppe Nord had hetzelfde verhaal: bij de moerassen van de Loega leek de weg naar Leningrad finaal geblokkeerd.

### De keuze
Smolensk, op de weg naar Moskou, viel op 5 augustus. Staraja Roessa, iets ten zuiden van het Ilmenmeer, werd op 6 augustus veroverd. De omsingelde troepen bij Oeman, halverwege Odessa en Kiev, gaven zich op 8 augustus over.
De Wehrmacht had nu de rest van de maand augustus nodig om de geslonken voorraden weer enigszins te kunnen aanvullen. Het Duitse opperbevel ruziede in die rustperiode over de verdere strategie, want de oorspronkelijke streefdoelen waren nu onhaalbaar. In dat geval prefereerden de meeste Duitse generaals nog steeds een directe aanval op het hart van de vijand, Moskou. Hitler begreep echter dat dan de Sovjetwapenindustrie intact zou blijven. Het centrum moest de 3e Pantsergroep (Hermann Hoth) afstaan om de aanval op Leningrad te ondersteunen. De 2e Pantsergroep (Heinz Guderian) kreeg, tegen zijn zin, opdracht naar het zuiden op te rukken om de Sovjetlegers rond Kiev te vernietigen. In september lukte hen dat ook.
Hoewel het Rode Leger niet meer probeerde de Duitsers met hun eigen spel te verslaan, verdedigde het zich nog steeds niet in de diepte. Het was overgegaan op een traditionele lineaire verdediging. Dat leidde weliswaar tot grotere Duitse verliezen, maar ook tot een snelle ineenstorting als de Panzerdivisionen eenmaal waren doorgebroken. Toch bracht het beleg van Leningrad en de uitschakeling van Charkov niet de verwachte analoge ineenstorting van de Sovjetwapenproductie. Er was alleen een dipje. Een groot deel van de machines was op tijd gedemonteerd en vervolgens overgebracht naar nieuwe centra in de Oeral, zoals Jekaterinenburg, Nizjni Tagil en Tsjeljabinsk, die weldra iedere drie weken evenveel zouden produceren als Duitsland in heel 1940. Dit was maar een onderdeeltje van een systematische verwoesting van alle gebieden die werden opgegeven in een tactiek van de verschroeide aarde.

### Modder stuit de Duitse opmars
Begin oktober verzamelden zich de meeste Duitse pantserdivisies voor Operatie Taifun, de aanval op Moskou. Opnieuw werden de Sovjetlegers omsingeld en vernietigd. De weg naar Moskou leek open. Dat was slechts een illusie: daar waren zich de volgende Sovjetlegers alweer aan het formeren. Maar nog voor het tot een werkelijke strijd om de hoofdstad kon komen, viel de Duitse opmars stil. De temperatuur daalde, de wegen veranderden nu door de herfstregens in modderbanen. De aanvoer van munitie en andere noodzakelijke goederen viel stil.

### De tweede catastrofe
Toen in november de eerste vorst de wegen weer begaanbaar maakte, drongen de generaals er bij Hitler op aan het leger te laten terugvallen in veilige winterposities. Want terwijl de Sovjettroepen zich via hun spoorwegnet op hun gemak hadden kunnen versterken, waren de Duitse troepen volledig uitgeput en vaak zonder brandstof, munitie of zelfs maar voedsel. Hitler echter riep op tot een "allerlaatste krachtsinspanning". Het is niet duidelijk wat die had moeten bereiken; men had Moskou misschien nét kunnen innemen, maar nooit kunnen behouden: dezelfde situatie als bij de veldtocht van Napoleon naar Rusland in 1812, en waarin de Duitsers zouden hebben verkeerd indien zij een maand eerder aan hun opmars waren begonnen. Het oorspronkelijke strategische doel om het grootste verkeersknooppunt van Rusland in handen te krijgen schrompelde daarmee ineen tot een poging om zowel het Duitse moreel op te vijzelen als het moreel van het Rode Leger te ondermijnen. Het Rode leger keek het nog drie weken aan terwijl de Duitsers naderbij kropen. Toen die binnen het bereik van de nieuw opgerichte Sovjetlegers waren gekomen, viel de winter pas écht in. Bij temperaturen ver onder nul vielen bijna alle Duitse artilleriestukken en tanks uit; hun troepen, niet voorzien van speciale winteruitrusting, begonnen op grote schaal aan bevriezingsverschijnselen te lijden en ook het dodental liep op. Op dat moment sloeg het Rode Leger toe. Legergroep Midden werd teruggedreven, bijna omsingeld en kon ternauwernood de totale ondergang afwenden. Het verlies aan mankracht was zo groot dat de Wehrmacht zich daar nooit meer van zou herstellen. In totaal vielen in de gehele Operatie Barbarossa tot en met operatie Taifun meer dan 830.000 Duitse doden en gewonden.

## Had Barbarossa anders kunnen verlopen?
Hoewel het Stavka strategische en tactische fouten maakte die de Duitse aanval de beste kans gaven op succes, was de mislukking van Operatie Barbarossa toch vrijwel onvermijdelijk. Het slecht doordachte avontuur was bij voorbaat tot mislukken gedoemd. Hoewel het moderne Duitse leger aanvankelijk grote successen boekte tegen het Sovjetleger, bleek dit ook het beslissende keerpunt in de oorlog, al zou die nog vier jaar duren.
Vaak is de vraag opgeworpen of een andere opzet van de operatie, in (geo)strategisch opzicht, toch niet tot een voor Duitsland meer bevredigende uitkomst had kunnen leiden.
Betreffende het geostrategische doel wordt vaak gesteld dat als de inval het karakter had gehad van een bevrijdingsoorlog in plaats van een onderwerpingsoorlog, de Sovjetbevolking na de eerste grote Duitse successen haar steun aan Stalins regime had onthouden, met een ineenstorting van de Sovjet-Unie als gevolg. Er bestaat echter geen overeenstemming over twee beslissende factoren: de kracht van Stalins controle over de Sovjetmaatschappij en de sterkte van de afkeer van de bevolking tegen Stalins bewind. In ieder geval was een rechtvaardige behandeling van de Sovjetvolkeren moeilijk verenigbaar met de nazi-ideologie: de hele oorlog veronderstelde al een politiek van onrechtvaardigheid.
Op het punt van de strategie wordt vaak beweerd dat Hitlers grote fout bestond in het geven van de prioriteit aan de economische doelen in Oekraïne. Hij besefte niet dat de industrieën naar de Oeral geëvacueerd zouden worden, en gaf in september het bevel eerst de saillant van Kiev af te snijden, terwijl een onmiddellijke opmars naar het oosten Moskou nog voor de herfstregens zou hebben doen laten vallen. Men had hierop die stad tijdens de moddertijd kunnen versterken en in de winter behouden. Het bezit van het centrale spoorwegknooppunt in Ruslands hartland zou Duitsland dan in 1942 wellicht de eindoverwinning bezorgd hebben — en had hoe dan ook de Duitse strategische situatie aanzienlijk verbeterd.
Deze gangbare interpretatie wordt echter ook betwist. Om te beginnen zou een eerdere opmars naar Moskou een enorme open flank geschapen hebben voor Legergroep Midden, die zeer kwetsbaar was voor een aanval door de Sovjetlegergroepen rond Kiev. Op de tweede plaats waren de grote successen in het begin van Operatie Taifun voor een belangrijk deel te danken aan de aanzienlijke verzwakking van de Sovjetlegers in de centrale sector die eind augustus en begin september onophoudelijk aanvallen hadden uitgevoerd op de Duitse flank van de opmars naar Kiev. Een derde punt is dat de verovering van Kiev een bredere uitgangsbasis opleverde voor de aanval op Moskou, die oorspronkelijk geografisch veel beperkter van opzet was geweest. Een laatste factor is dat de voor het Rode Leger kritieke situatie waarin alleen de herfstregens midden oktober Moskou nog konden redden, alleen ontstaan was doordat er op dat moment alle strategische Sovjetreserves gebruikt waren om de fronten in het zuiden weer op te bouwen. Zonder een Duitse aanval op Kiev zouden die reserves dus in september ter beschikking hebben gestaan om de hoofdstad te verdedigen.

## Vervolg
Na het mislukken van Operatie Taifun gaf Stalin bevel om de Duitsers uit Rusland te verdrijven, maar daar was het Rode Leger niet toe in staat. Een geconcentreerd offensief tegen Legergroep Midden had wellicht diens volledige instorting kunnen veroorzaken. Door het uitblijven van dat offensief kon de Wehrmacht zich consolideren in de eerste maanden van 1942.
Inmiddels had Hitler de operationele bevelvoering aan het oostfront op zich genomen. De succesvolle verdediging schreef hij weer volledig toe aan zijn eigen veldheersgenie. Dit zou het vervolg van de Duitse oorlogvoering volledig bepalen. In zijn functie van Oberbefehlshaber Ost maakte Hitler grote strategische fouten, die leidden tot de nederlagen bij Stalingrad en Koersk.
Een van de belangrijkste gevechten van 1942 vond plaats om de stad Stalingrad waar de Sovjettroepen in straatgevechten standhielden tegen de Duitse tanks. Het Duitse Zesde Leger onder bevel van generaal Friedrich Paulus werd omsingeld, maar Hitler verbood een uitbraak en gaf de Luftwaffe de opdracht hen vanuit de lucht te bevoorraden, wat onvoldoende lukte. Uiteindelijk resulteerde dit op 2 februari 1943 in de overgave van de Duitse troepen.
Een volgend keerpunt was de Slag om Koersk in juli 1943, waar de Duitsers voorgoed het strategisch initiatief verloren.

## Wetenswaardigheid
Tijdens Operatie Barbarossa toonde men in vele Russische filmzalen de film Alexander Nevski (1938) van Sergej Eisenstein. Men wilde wijzen op het opnieuw vanuit het Westen dreigende Duitse gevaar: in plaats van de hospitaalridders van de Duitse Orde nu de Duitse Wehrmacht. Het nog jonge medium film zette men aldus in om politieke redenen.